# St. Laurentius (Bodelwitz)

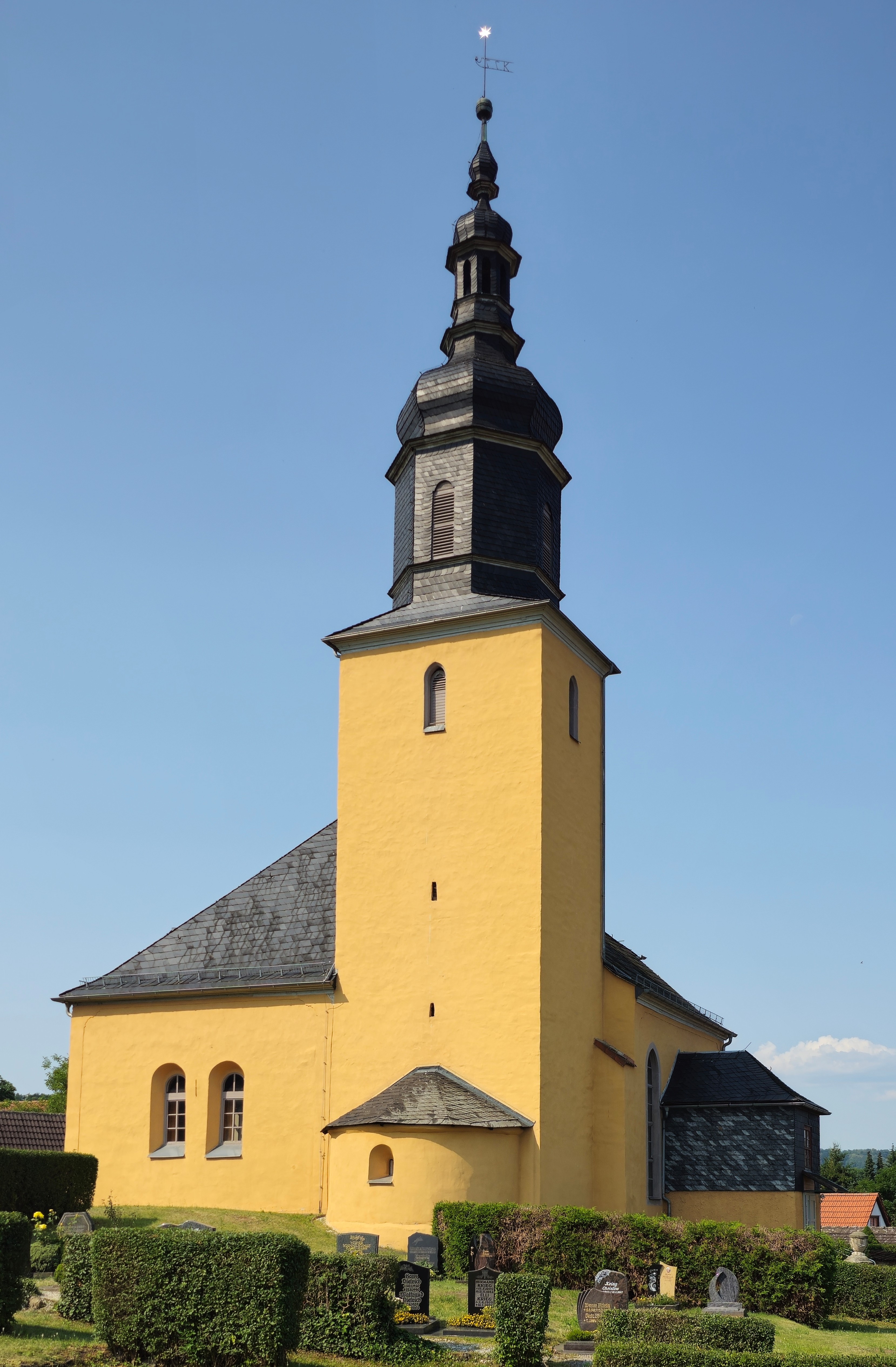
St. Laurentius Bodelwitz

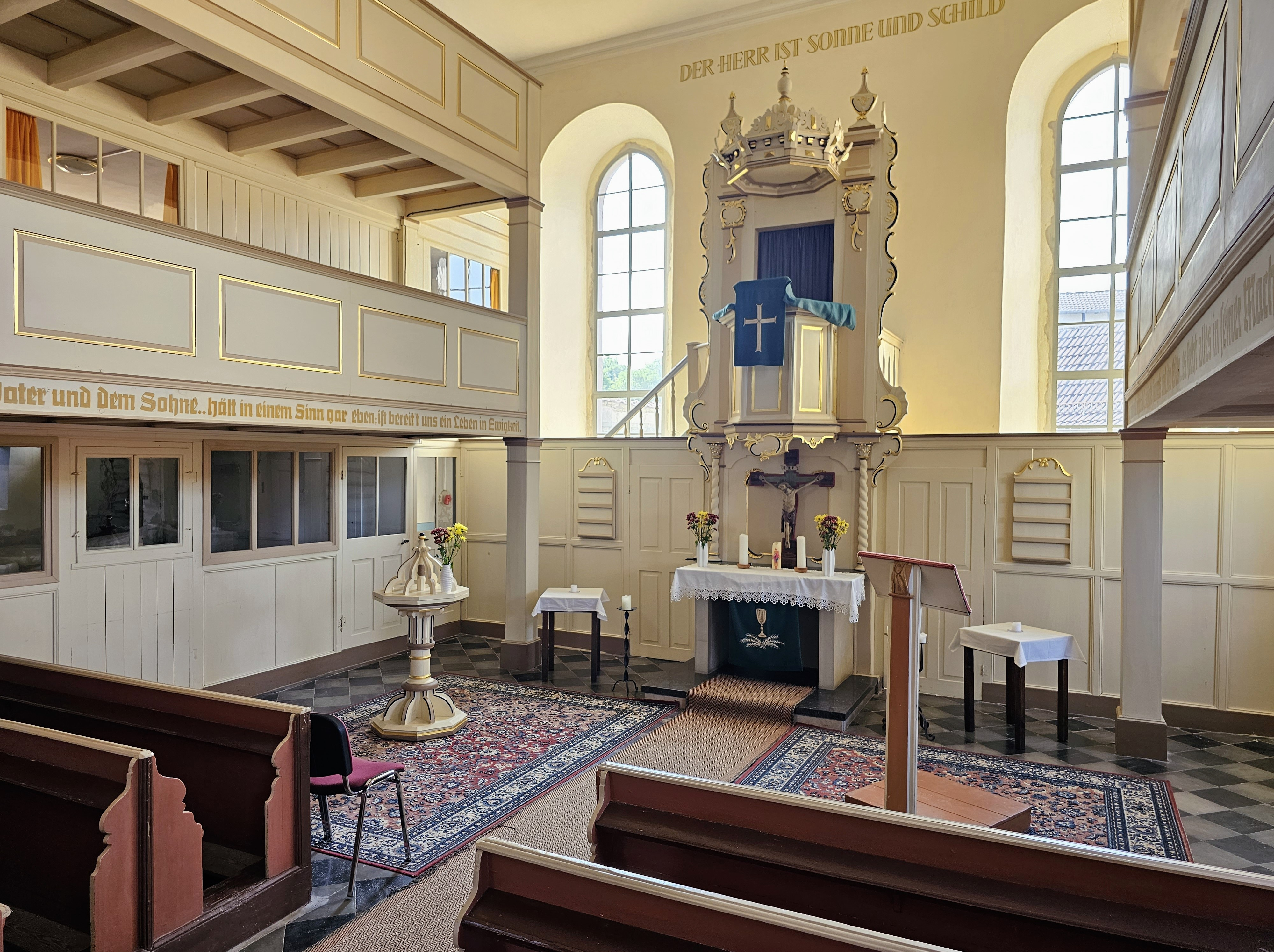
Innenraum (2023)

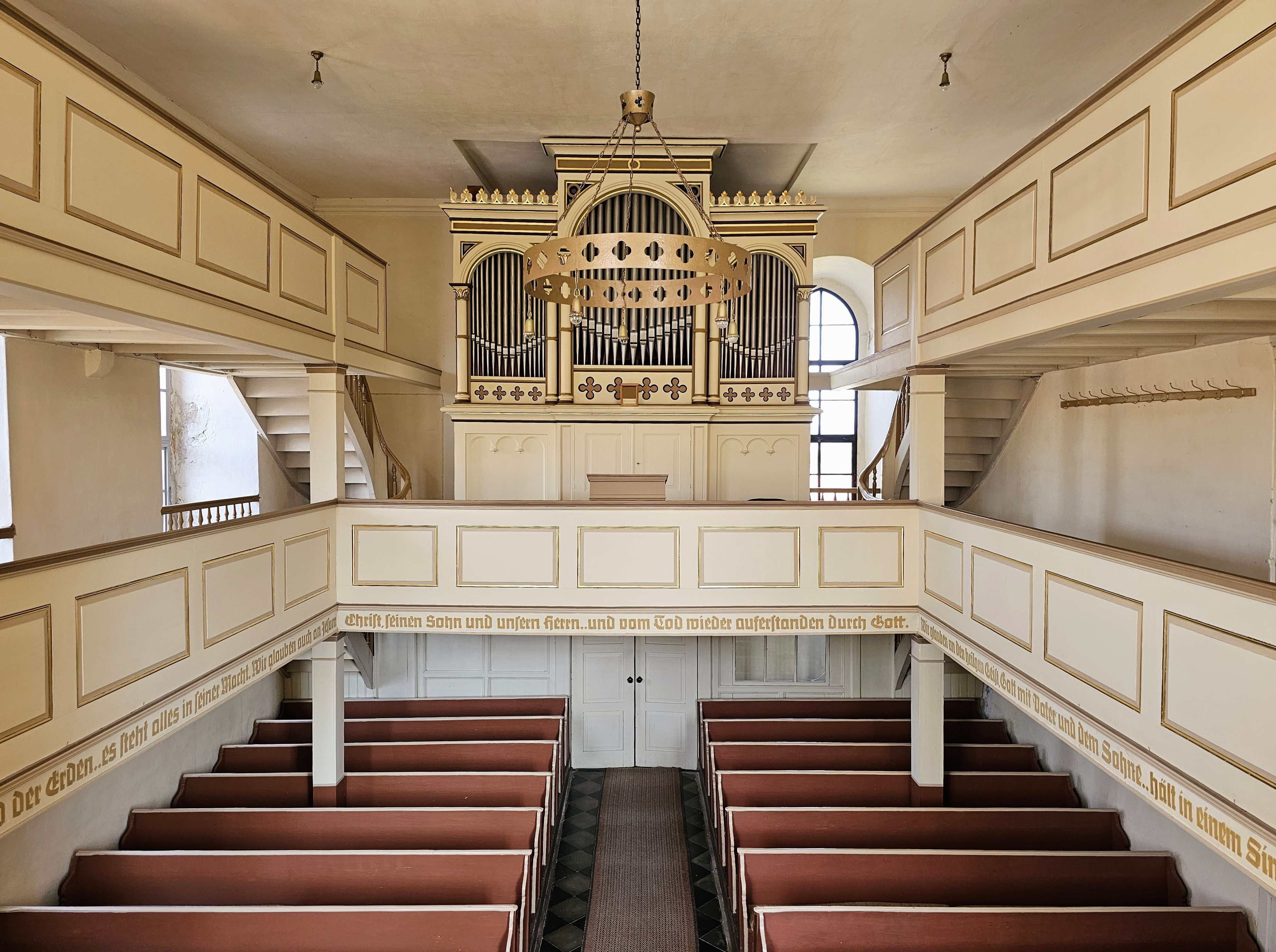
Blick zur Orgel

Die evangelische Dorfkirche St. Laurentius steht in der Gemeinde Bodelwitz der Verwaltungsgemeinschaft Oppurg im Saale-Orla-Kreis in Thüringen.

## Geschichte
Die auf einem von einer Mauer umgebenen Friedhof befindliche Chorturmkirche wurde erstmals 1320 erwähnt. Der Turm besitzt Schießscharten und zwei Glocken.
Das mit einer Patronatsloge ausgestattete Kirchenschiff ist mit zweigeschossigen Emporen versehen. Die untere ist umlaufend und beherbergt die 1885 von Adam Eifert aus Stadtilm erbaute und 2008 überholte Orgel. Sie verfügt über 13 Register auf zwei Manualen und Pedal. Der Kanzelaltar mit Schalldeckel und Dekor schmücken den Raum. Der Taufstein und das Lesepult sind aus Holz gefertigt. Der Tisch besitzt eine Marmorplatte.
Eine gotische Spitzbogentür soll aus dem Jahr 1483 stammen. 1781 wurde die Kirche nach Süden erweitert.
In einer Nische befindet sich ein Mahnmal für die Opfer des Ersten Weltkrieges.
1999–2006 wurde das Gotteshaus umfangreich saniert und renoviert.